# 後藤健二 (ジャーナリスト)
後藤 健二（ごとう けんじ、1967年9月22日 - 2015年1月30日）は、日本のフリージャーナリスト。『ダイヤモンドより平和がほしい』で第53回産経児童出版文化賞受賞。宮城県仙台市出身。
主に中東を中心に紛争地域の取材を続ける中、イスラーム過激派のISILにシリアで拘束され、2015年1月30日に殺害された。

## 生涯
1967年（昭和42年）9月22日、宮城県仙台市で末っ子として生まれた。8歳上の兄と、姉がいる。父親は日立製作所勤務で転勤が多く、2歳の時に名古屋市、5歳の頃に東京に引っ越した。この頃母親は離婚して家を出て、父親は多忙であったため中学時代からは兄や姉に面倒を見てもらっていた。世田谷区立砧小学校、世田谷区立砧中学校から法政大学第二高等学校に進み、アメリカンフットボール部に所属したが、腰痛のため退部。
法政大学社会学部社会政策科学科に進学、在学中にアメリカのコロンビア大学に語学留学。その留学費用のかなりの部分を母親が負担し、後藤の誕生日には母親が高価なビデオカメラをプレゼントしたり、母子関係は決して疎遠ではなかった。21歳だった後藤健二はコロンビア大学留学中に母親の誕生日を祝って母親に手紙を送った。その際の手紙が写真週刊誌「フライデー」等に掲載された。在学中に湾岸戦争（1990年8月2日 - 1991年2月28日）が勃発、イスラエルに渡航して現地の大学生に話を聞いた。この経験がジャーナリズムの世界に興味を抱くきっかけになったのではないかと兄は見ている。
1991年（平成3年）の大学卒業後に就職した日立物流を入社3か月で退職したのち、東京放送系のテレビ番組制作会社を経て、1996年（平成8年）に映像通信会社インデペンデント・プレスを設立した。当初は仕事は少なく、兄が経営する塾のアルバイトもしていた。ジャーナリストとしては国内を主に活動し、余裕のある時には1年～3年間ずつ講師の仕事もこなした。何年間かの下積みの後、海外での取材も成功し始め、アフリカや中東などの紛争地帯の取材に携わる。後藤家は無宗教であったが、後藤自身はいつしかキリスト教を信仰するようになり取材の際には小さな聖書を持ち歩いていた。1997年に日本基督教団田園調布教会で受洗する。
2006年（平成18年）、紛争地域の子供を取材した『ダイヤモンドより平和がほしい』で、第53回産経児童出版文化賞フジテレビ賞を受賞。2011年（平成23年）3月11日に東北地方太平洋沖地震（東日本大震災）が発生すると出生地でもある宮城県に入り、被災地の石巻市や気仙沼市において日本ユニセフ協会の記録員を務めた。中東での取材中、アル＝ヌスラ戦線に拘束されたものの、1日で解放された。2014年10月に妻が夫婦の2人目の子供となる女子を出産。妻は、経済協力開発機構（OECD）のエコノミストで政策アナリストの城後倫子。前妻との間にも一女をもうけている。
2012年頃、母親の誕生日を祝って後藤が食事会を開いた際の親子二人の写真が公開されている。
2014年10月下旬 - 11月上旬にイスラーム過激派組織のISILに拘束され、2015年1月30日に殺害された。満47歳没。

## シリアにおける拘束・殺害までの経緯

### 民間人救出
後に後藤とともに殺害される湯川遥菜は、民間軍事会社を経営していた。殺害される前に幾度もシリア周辺に入国していたという。その目的は武器や医薬品を販売するビジネスであった。しかし、2014年4～5月ごろにシリア国内で武装組織に拘束された。当時、取材でシリアに入国していた後藤はその話を受け、湯川の救出に向かった。後藤が交渉した結果、拘束されていた湯川は解放されたという。救出作戦自体は米軍でも困難なもので、以前にはビンラディン殺害で成果を挙げた米海軍の特殊部隊Navy SEALsですら情報不足で失敗した例もあるという。この際は後藤の尽力により無事救出できたが、後藤は救出した湯川に対して口を酸っぱくして注意したという。

### ISILによる拘束
2014年10月22日に「海外出張に行く。29日午前中に帰国する」と友人に告げ、日本を出国した。渡航計画を知った日本政府は後藤の身を案じて渡航中止を打診したが、後藤の意志は固かった。10月24日にトルコ南部のキリスからシリアに入国し、クリスチャントゥデイのコラムのメールを送信し、10月26日に掲載された。10月25日にISILの支配地域への潜入の目的を語ったビデオメッセージをシリア人ガイドに託し、シリア北部のアレッポ県から別のシリア人ガイドと共にISILの支配地域へと入った。シリアではガイドが何人か代わっており、最後のガイドがISILに通じていて騙されたのではないかという見方がある。帰国予定の10月29日になっても戻らず、行方不明となった。
2014年11月1日頃に「シリアに同行したガイドに裏切られ、武装グループに拘束された」とトルコの知人に電話連絡があった。この数日後にISILの関係者を名乗る人物から数十億円の身代金を要求するメールが家族に届いた。2015年1月20日になり、ISILが日本国民と日本政府に向けたビデオに別に人質となっていた湯川遥菜と共に登場し、ジハーディ・ジョンとして知られるISILメンバーの男性が「72時間以内に2億ドルの身代金の支払いがないと両人質を殺害する」と述べた。日本政府は現地対策本部をトルコにではなくヨルダンに設置することをわずか3分の緊急会合で決めた。1月23日、母親が記者会見を行い「健二はイスラム国の敵ではない」と訴えたが、夫曰く精神的に混乱状態であったため、原子力エネルギーに関する意見など、配布された声明文とは直接関係のない発言をする面も見られた。数百人の外国特派員・日本のマスコミ陣を前に、78歳の母親の会見が混乱したことについて参院議員の有田芳生も同じ意見であった。会見の中で広島と長崎への原爆投下に言及した理由について、米国やヨルダンなど有志連合による空爆にあえいでいる「イスラム国」に対して、日本は唯一の被爆国として同じ被害国であり、「日本は『イスラム国』の敵ではない。空爆する有志連合と日本を同一視しないでほしい」との趣旨のメッセージを込めたと母親は社会新報2015年2月18日号（田中稔記者執筆）で説明している。
1月24日午後11時に殺害された湯川の写真を掲げる動画がインターネット上に流れ、後藤とされる声（英語）で湯川を殺害したという声明が出された。
同声明の中には2005年にヨルダンの首都アンマンで発生した爆弾テロ事件（2005年アンマン自爆テロ）の実行犯として収監中のサジダ・リシャウィの釈放を要求するものが含まれていた。

### 最期
2月1日日本時間午前5時3分にISILによって後藤が殺害されたとみられる動画がインターネット上に公開された。後藤が殺害されたとみられる動画投稿が行われた後、警察による動画の検証が行われた結果「信憑性が高い」とされ、政府は動画投稿から1時間40分後の日本時間午前6時40分頃にこの件についての会見を行った。母親は2月1日午前に会見を開き、「今はただ、悲しみ、悲しみで言葉が見つかりません」「憎悪の連鎖になってはなりません」「戦争と貧困から子どもたちの命を救いたいとの健二の遺志を引き継いで下さい」と泣きながら訴えた。

後藤健二が生前につぶやいたツイッターへのリツイートが極めて多く話題となった。ツイートの全文は次の通り。

## 評価
2015年2月12日、国連安全保障理事会の決議の採択後、国連大使のサマンサ・パワーは、「生涯を紛争について書くことに費やした」と称賛した。オバマ大統領も「後藤さんは勇敢にも、自らの報道を通じてシリアの人々の窮状を世界に伝えようとしていた」と述べた。世界食糧計画のアーサリン・カズン事務局長は声明の中で、「ケンジは飢餓との闘いにおける盟友だった」と称えた。また同年11月、優れたフリーランスのカメラマンに贈られるローリー・ペック賞の授賞式において、「ここに来られなかった人がいます。親愛なる友人、後藤健二」「紛争に巻き込まれた普通の人々を報じ続けた勇敢なジャーナリストだった」とその功績が讃えられた。
親交のあった英誌『エコノミスト』ヘンリー・トリックス支局長は「彼は『戦争孤児』に対し、慈しみの感情を抱いていた。それはあたかも、彼らの苦しみが自分の苦しみであるかのようだった」と語った。

## 受賞・栄誉等
- 産業経済新聞社『第53回 産経児童出版文化賞』 - 「フジテレビ賞」（2006年5月5日）[55][56]
- 日本外国特派員協会『第1回 報道の自由推進賞』 - 「殉職した英雄賞」（2015年5月3日）[57][58]
- スペイン国際記者クラブ『ジャーナリスト賞』 - 「紛争地で人権擁護に尽くした賞」（2015年5月5日）[59][60]

## 著書
- 『DVD+BOOK ようこそボクらの学校へ』NHK出版（2003年）ISBN 414039384X
- 『ダイヤモンドより平和がほしい 子ども兵士・ムリアの告白』汐文社（2005年）ISBN 4811380010 - 産経児童出版文化賞フジテレビ賞受賞
- 『エイズの村に生まれて 命をつなぐ16歳の母・ナターシャ』汐文社（2007年）ISBN 4811384741
- 『ルワンダの祈り 内戦を生きのびた家族の物語』汐文社（2008年）ISBN 4811384970
- 『もしも学校に行けたら アフガニスタンの少女・マリアムの物語』汐文社（2009年）ISBN 4811386116

## テレビ
- 日本放送協会「クローズアップ現代」・「ETV特集」
- 日本放送協会「週刊こどもニュース」[61]
- テレビ朝日「報道ステーション」[62]
- TBS「ひるおび!」
- 朝日放送「教えて!ニュースライブ 正義のミカタ」

## ビデオ
- 『世界の学校シリーズ』（ケイエムコンサルティング）
- 『ワールド・エコ・トラベラー』（ケイエムコンサルティング）[63]

## その他
- broken boy - 2010年。グラフィックデザイナー高津央との共作[64]
- the chord『by your side』 - 追悼アルバム[65]